# Крвава романса
Крвава романса (енгл. Switchblade Romance), познатији по оригиналном наслову Висока тензија (енгл. Haute Tension), француски је психолошки слешер хорор филм из 2003. године, редитеља и сценаристе Александра Аже, са Сесил де Франс, Мајвен ле Беско и Филипом Наоном у главним улогама. Радња прати студенткињу која долази у кућу на селу код своје другарице да заједно уче, када почне да их прогони серијски убица.
Филм је премијерно приказан 18. јуна 2003. у Француској. Након приказивања на Међународном филмском фестивалу у Торонту, продукцијска кућа Лајонсгејт откупила је права за дистрибуција филма на северноамеричком подручју. Добио је веома помешане оцене критичара и претежно позитивне оцене публике. Представља омаж култним слешерима из периода 1970-их и 1980-их, као што су Тексашки масакр моторном тестером (1974) и Ноћ вештица (1978).
На различитим филмским фестивалима Крвава романса је била номинована за 15 награда, од чега је добила 6. Специјалне ефекте радио је Ђането де Роси, чести сарадник Луча Фулчија.

## Радња
Студенткиње Мари и Алекс путују у сеоску кућу Алексиних родитеља, како би заједно училе за викенд. Изненада почиње да их прогони мистериозни серијски убица, који убија Алексине родитеље и одводи Алекс са собом, док Мари покушава да је спасе...

## Улоге
| Глумац               | Улога                  |
| -------------------- | ---------------------- |
| Сесил де Франс       | Мари                   |
| Мајвен               | Алексија „Алекс” Сорал |
| Филип Наон           | убица                  |
| Андреј Финти         | Данијел Сорал          |
| Оана Пељеа           | госпођа Сорал          |
| Франк Халфун         | Џими                   |
| Марку Клаудију Паску | Том Сорал              |